# تافالون تي
تافالون تي Tavalon Tea هي شركة شاي مقرها في نيويورك، تبيع أوراق الشاي الفاخرة، والعديد من منتجات الشاي الأخرى.
تأسست عام 2005، وافتتحت أول حانة تحمل اسم تافالون تي في حديقة يونيون سكوير في مانهاتن.
كما أنها تتواجد في الكثير من الفنادق والمطاعم الفاخرة والشركات مثل فندق بلازا ولو ميريديان وغولدمان ساكس وغيرها.
ولها العديد من الفروع الأخرى في العديد من دول العالم مثل سيول في كوريا الجنوبية، ومدن نيو جيرزي ولوس أنجلس والقاهرة وبيجين وسيدني وأوساكا وغيرها.